# Mboshong
Mboshong est une localité du Cameroun située dans la région du Nord-Ouest et le département du Bui. Elle fait partie de la commune de Mbiame.

## Localisation
Le village de Mboshong est situé à environ 83 km de Bamenda, le chef-lieu de la Région du Nord-Ouest et à 267 km de Yaoundé la capitale du Cameroun. 

## Population
Lors du recensement de 2005, on y a dénombré 1 082 habitants dont 489 hommes et 593 femmes.

## Éducation
Il y a une école primaire GS Mboshong construite en 1974 et une école maternelle GNS Mboshong construite en 2004.